# حاتيون
الحاتيون كانوا يسكنون الأرض في العصر البرونزي ، في وسط الأناضول ( تركيا الحديثة). تحدثوا لغة حاتية مميزة، ليست سامية ولا هندو أوروبية . إذ ثبت وجود الحاتيين في السجلات الأثرية من العصر البرونزي المبكر ومن خلال الوثائق التاريخية في المصادر الحثية وغيرها من المصادر اللاحقة. كان مركزهم الرئيسي مدينة خاتوشا . في مواجهة التوسع الحيثي (نحو 2000 ق.م)، تم استيعاب الحاتيين تدريجيًا (نحو 1700 ق.م) في النظام السياسي والاجتماعي الجديد، الذي فرضه الحثيون، وهم أحد الشعوب الأناضولية الناطقة باللغة الهندو أوروبية. احتفظ الحاتيون باسم البلاد ("أرض حاتي") دون تغيير، والذي أصبح أيضًا التسمية الرئيسية للدولة الحثية.   

## مصطلحات

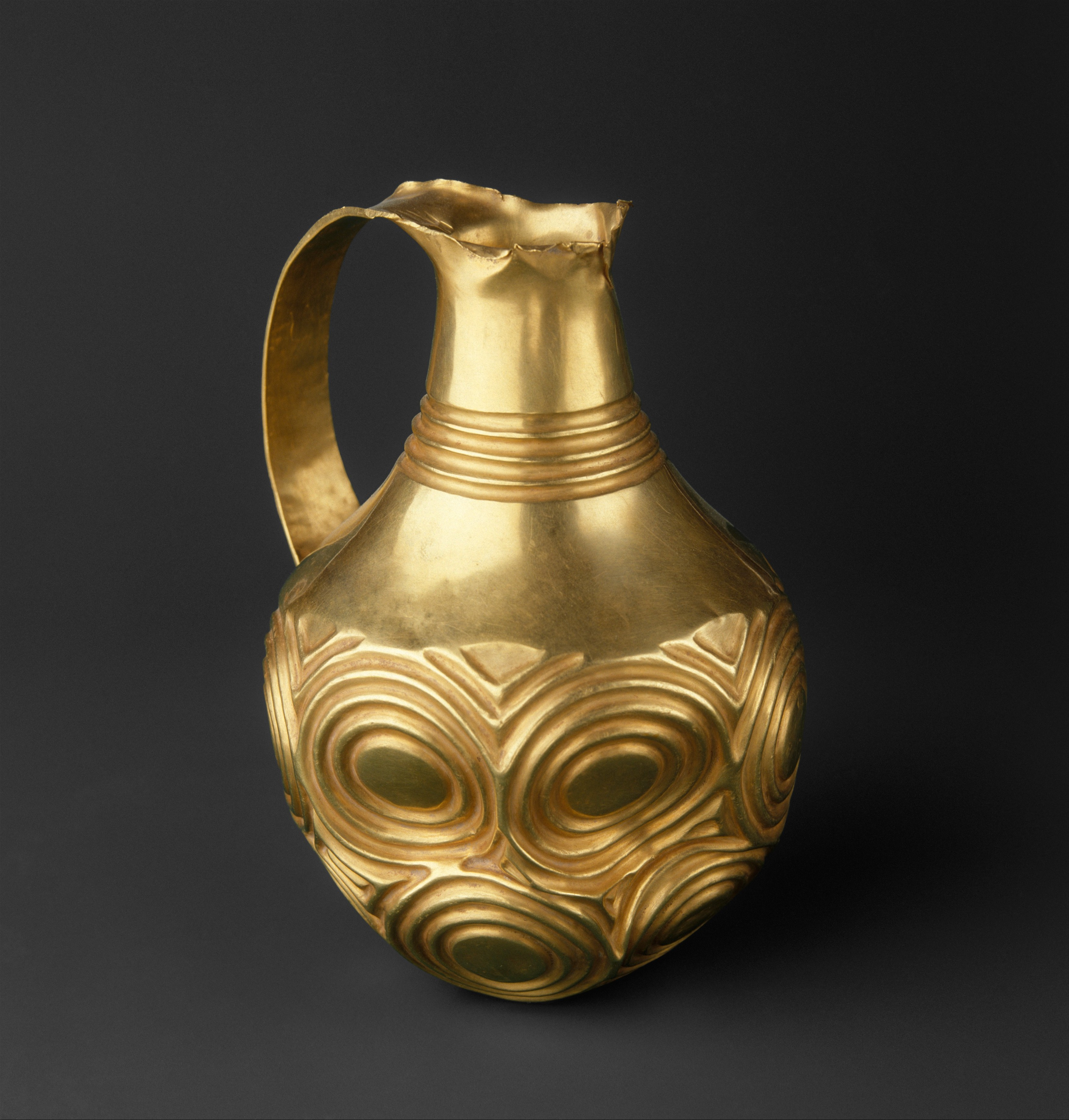
أعمال معدنية حاتية: إبريق ذهبي مزين بدوائر متحدة المركز

هناك نقاش حاد بين الباحثيين حول أسئلة معقدة تتعلق بتأثيل الأسماء الأصلية للحاتيين وأرضهم ولغتهم وعاصمتهم (حاتي، حتيلي، حاتوش). لم يغيير الفاتحون اللاحقون ( الحثيون ) اسم المدينة (حاتوش). كما تبنوا الاسم الإقليمي (أرض حاتي)، بل ووسعوا استخدامه، وحولوه إلى التسمية الأكثر شيوعًا لبلادهم بأكملها، والتي نمت لتصبح أكبر بكثير من أرض الحاتيين القدماء. 
لذلك يُفترض أن تسمية حاتية كانت لها بعض الأهمية الخاصة بالفعل خلال فترة ما قبل الحثية، ومن المقبول أيضًا، كعرف بين العلماء، أن الاسم حاتي يمكن استخدامه كمسمى لسكان وسط الأناضول ما قبل الحثيين، على الرغم من أنه من غير المعروف ما إذا كان السكان المرتبطون اثنياً في المناطق المجاورة ودول المدن (المحيطة بمدينة خاتوش) قد رأوا أنفسهم على أنهم حاتيين أم لا. .
إن استخدام مصطلح "الحثيين الأوائل" كإشارة للحاتيين أمر غير دقيق. فاللغة الحثية (التسمية الذاتية: نيشيلي ، "[في لغة] نيشا ") هي لغة هندو أوروبية وبالتالي فهي مختلفة لغويًا عن اللغة الحاتية (ليست هندو أوروبية). وقد بقي الحثيون يستخدمون مصطلح "أرض حاتي" للإشارة إلى دولتهم. واندمج الحاتيون في نهاية المطاف مع الأشخاص الذين تحدثوا اللغات الهندو أوروبية من المجموعة الأناضولية ، بما في ذلك الحثيين، واللوفيين، والبالايين .

## تاريخ

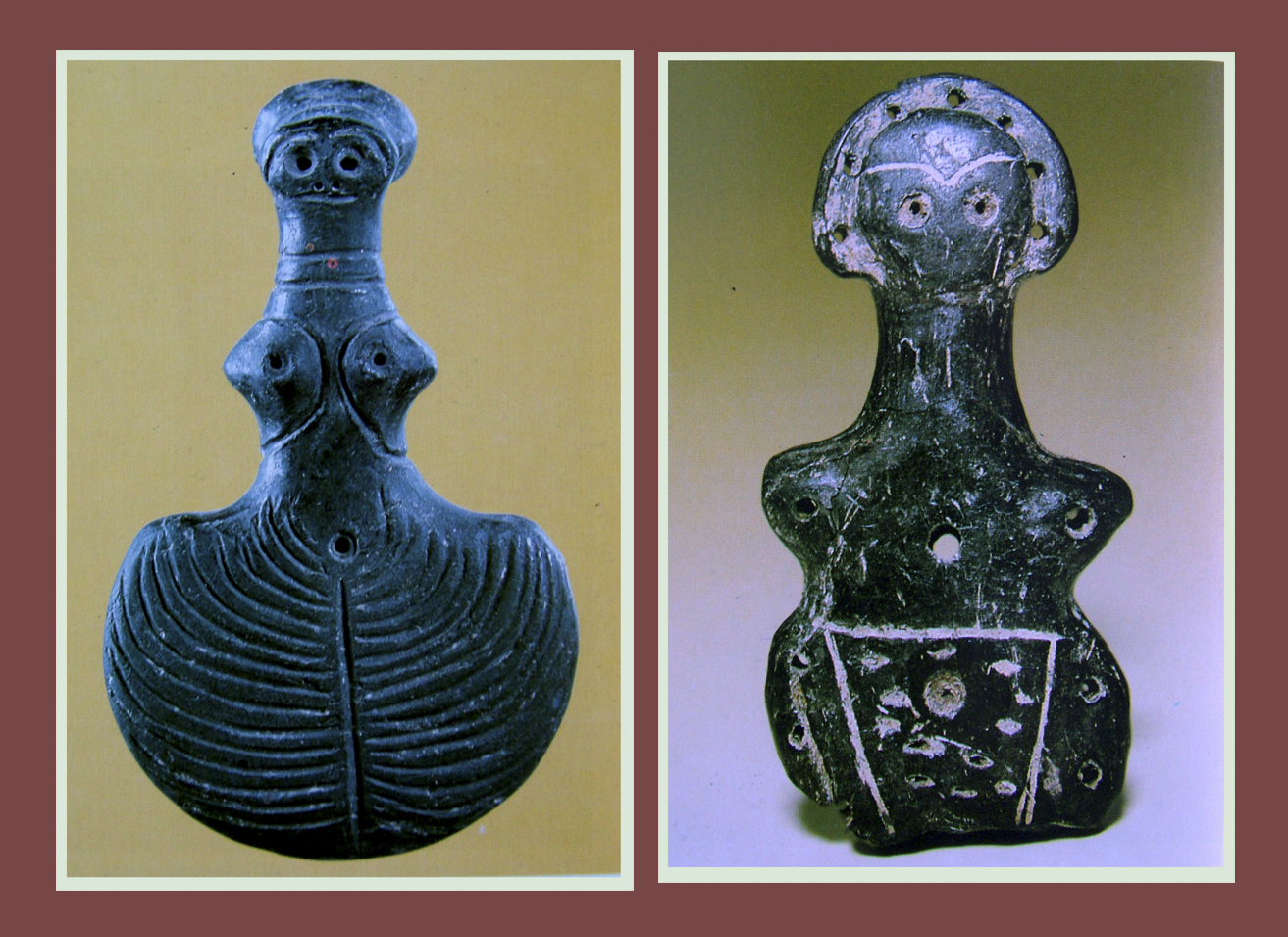
تماثيل إلهة (تتميز بأسلوب منمقلسرة وثديين وفرج) اكتشفت في ألاكا هيوك Alaca Höyük.

تنسب إلى الحاتيين القدماء العديد من المواقع الأثرية في وسط الأناضول، والتي يعود تاريخها إلى العصر البرونزي المبكر (النصف الثاني من الألفية الثالثة ق.م) . تُظهر بنية الاكتشافات الأثرية في بعض المواقع، مثل خاتوش وجود ثقافة معقدة ذات طبقات اجتماعية متمايزة. ويرجح معظم الباحثين أن الدول الحاتية الأولى كانت موجودة بالفعل في فترة الإمبراطورية الأكادية . ويستند هذا الافتراض على بعض المصادر اللاحقة، وخاصة الحثية والآشورية . تحكي الملحمة المعروفة باسم " ملك المعركة " (المدونة في عدة نسخ من القرن الرابع عشر ق.م فصاعدًا) عن حرب بين سرجون الكبير الأكدي (القرنين الرابع والعشرين والثالث والعشرين ق.م) والملك نور-داجال Nur-Daggal من بوروشندا Purushanda، لكن هذه الأحداث لم تُوثق في المصادر المعاصرة، والتي يعود تاريخها إلى فترة الإمبراطورية الأكدية .  
كما تروي صيغة حثية من نحو 1400 ق.م لقصة أكدية أقدم بعض الأحداث المرتبطة بالأزمنة المبكرة، جرت في عهد الملك نارام سن ملك أكد (القرن الثالث والعشرين ق.م ). تروي القصة صراع بين نارام سن وتحالف مكون من 17 ملكًا، وتتضمن النسخة الحثية من هذه القصة بامبا الحاتي من بين هؤلاء الملوك، لكن هذا الإدراج غير موثق في الصيغة الأكدية للقصة، ولا في المصادر المعاصرة، التي يعود تاريخها إلى فترة الإمبراطورية الأكدية . ويرى بعض العلماء أن النسخة الحثية يمكن قبولها باعتبارها موثوقة ومستمدة من بعض المصادر المحلية. وفي هذه الحالة، فإن الرواية سوف تحتوي على تقليد جدير بالثقة، وبالتالي توفر أساسًا لافتراض أن مملكة حتّي القديمة كانت موجودة بالفعل خلال فترة الإمبراطورية الأكدية.    
كان الحاتيون منظمين في دول مدن ملكية . كانت هذه الدول تُحكم كممالك أو إمارات ثيوقراطية . تأثرت المناطق الحاتية في الأناضول بالسياسات القوية في بلاد ما بين النهرين ، مثل الإمبراطورية الأكدية (القرنين 24-22 ق.م) والإمبراطورية الآشورية القديمة التي تلتها (القرنين 21-18 ق.م)، وكلاهما أنشأ مستعمرات تجارية تسمى الكاروم توزعت في جميع أنحاء شرق ووسط الأناضول. خلال القرون الأولى من الألفية الثانية ق.م، كانت هناك مستعمرة تجارية آشورية في مدينة حاتوش ، وتذكر العديد من النقوش الآشورية وجود حكام محليين (ملوك) لحاتوشا، كما تشير أيضًا إلى علاقاتهم مع دول المدن الأخرى في المنطقة. 

## لغة

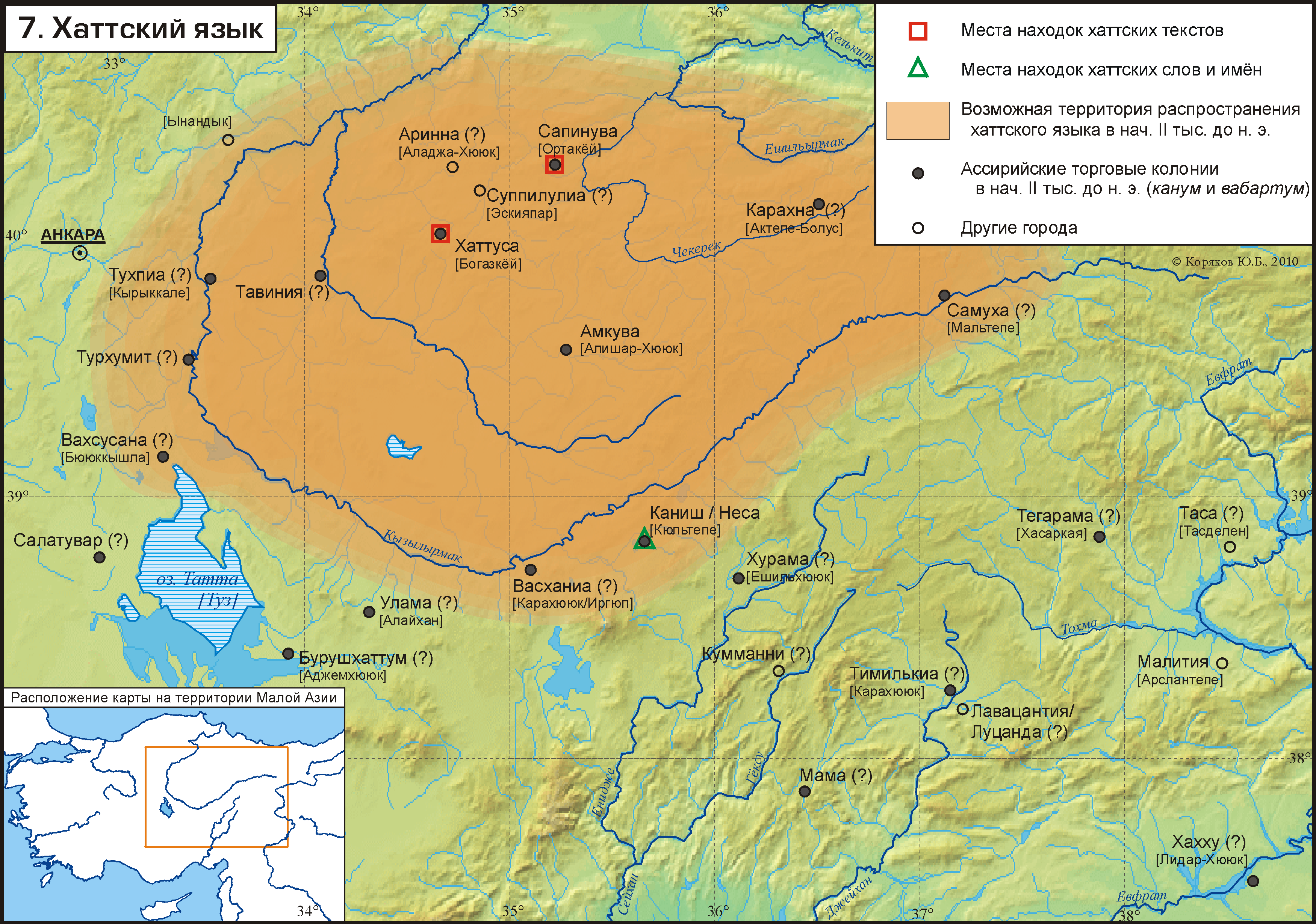
الموطن اللغوي للغة الحاتية في وسط الأناضول

تحدث الحاتيون اللغة الحاتية ، وهي لغة غير هندو أوروبية وغير سامية انتماؤها غير مؤكد. يعتقد بعض الباحثين الآن أن اللغة الحاتية مرتبطة بمجموعة لغة شمال غرب القوقاز .  يكتب تريفور برايس :
عَثَرَ على ما يقرب من 150 عينة قصيرة لنص حاتي في الألواح الطينية المسمارية الحثية. ربما استخدم القادة الحاتيون كتبة كتبوا باللغة الآشورية القديمة. يقول أكرم أكورغال Ekrem Akurgal "استخدم أمراء الأناضول الكتبة الذين يعرفون الآشورية للتجارة مع بلاد ما بين النهرين كما في كانيش ( كولتبه )" لإجراء أعمال تجارية مع آشور.  في الفترة من القرن الحادي والعشرين إلى منتصف القرن الثامن عشر ق.م ، أنشأت آشور مراكز تجارية في حاتي، مثل حاتوم Hattum و زالبا Zalpa.
افترض الباحثون منذ فترة طويلة أن السكان السائدين في منطقة الأناضول "في الألفية الثالثة ق.م كانوا مجموعة أصلية من السكان ما قبل الهندو-أوروبيين تسمى الحاتيين". وكانت مجموعة أخرى غير هندو-أوروبية هي الحوريون .  ولكن من المحتمل أن المتحدثين باللغات الهندو أوروبية كانوا كذلك موجودين في وسط الأناضول حينها. وتقترح الباحثة بيترا جوديجبيور Petra Goedegebuure أنه قبل الغزو الحثي، كانت هناك لغة هندو أوروبية، ربما اللوفية ، كانت تُتحدث بالفعل إلى جانب اللغة الحاتية لفترة طويلة. 

## دِين

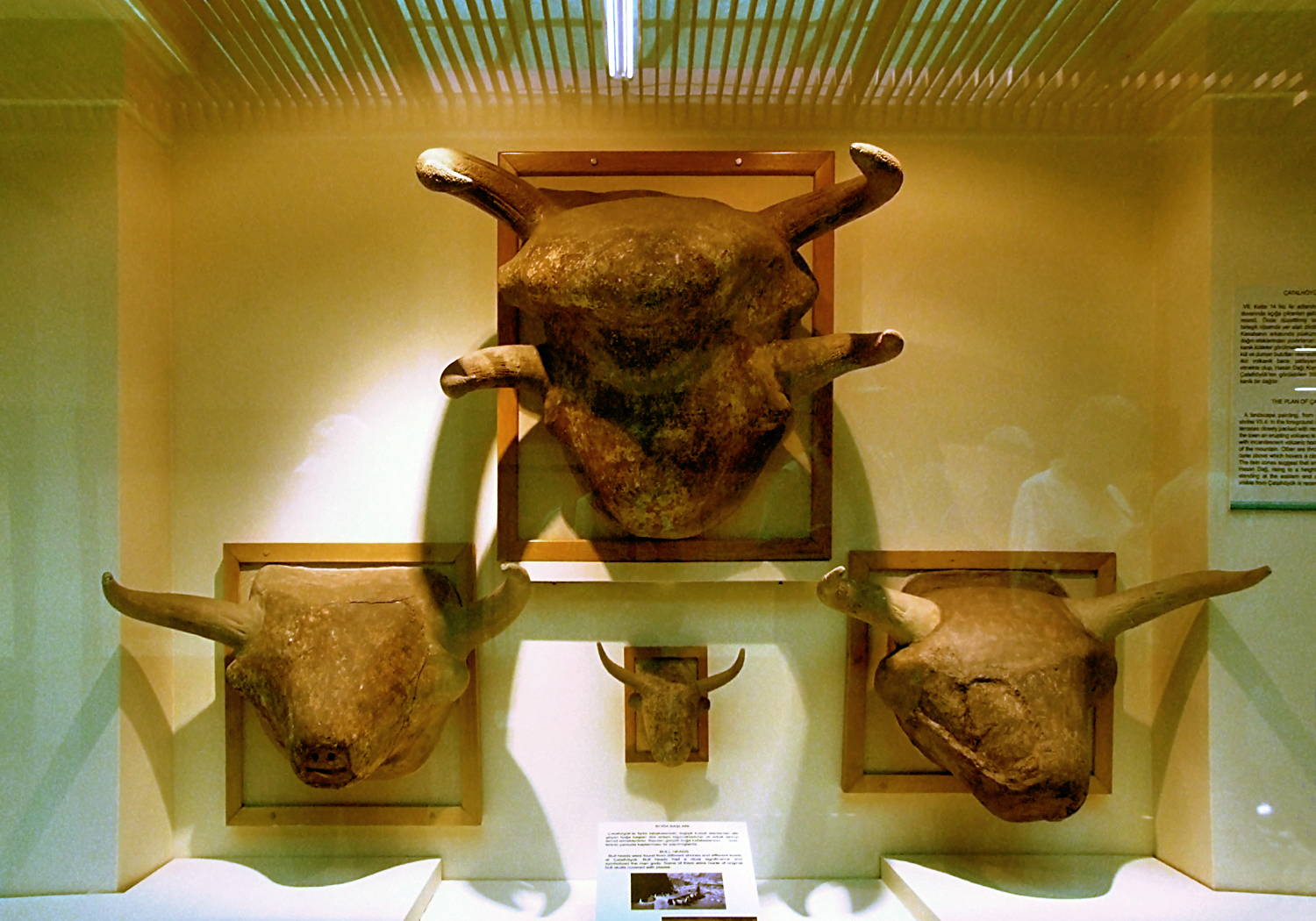
إله العاصفة، ممثلاً بثور؛ متحف الحضارات الأناضولية ، أنقرة

من الممكن أن يعود تاريخ الدين الحاتي إلى العصر الحجري. فقد اشتمل على عبادة الأرض، التي تجسدت في صورة إلهة الأم ، والتي كرمها الحاتيون من أجل ضمان الحصاد الوفير ورفاههم.  شملت مجموعة آلهة الحاتيون إله العاصفة تارو Taru (يمثله ثور )، وإلهة الشمس فوروشيمو Furušemu أو وورونسيمو Wurunšemu (يمثله نمر)، وعدد من آلهة العناصر الأخرى.
وفي وقت لاحق، أدرج الحثيون الكثير من آلهة الحاتيين إلى معتقداتهم الدينية الخاصة.  اقترح جيمس ميلارت أن الدين الأناضولي الأصلي يدور حول مفهوم الماء من الأرض. وتُظهِر المصادر التصويرية والمكتوبة أن الإله الأكثر أهمية لسكان الأناضول كان إله الماء الأرضي.  
تعود أصول الأساطير الحثية عن تليبينو Telipinu والتنين الأفعواني إيلويانكا Illuyanka إلى الحضارة الحاتية. 

## هوامش
1. ↑  Akurgal 2001، صفحة 4-6.
2. ↑  Bryce 2005، صفحة 12-15.
3. ↑  Bryce 2009، صفحة 297-298, 314.
4. ↑  Bryce 2009، صفحة 297-298.
5. ↑  Akurgal 2001، صفحة 38.
6. ↑  Bryce 2005، صفحة 25.
7. ↑  Bryce 2005، صفحة 10.
8. ↑  Bryce 2009، صفحة 297.
9. ↑  Gilan 2010، صفحة 53.
10. ↑  Gilan 2018، صفحة 7.
11. ↑  Barjamovic 2011، صفحة 292-297.
12. ↑  Burney 2004، صفحة 106-107.
13. ↑  Bryce 2005، صفحة 12.
14. ↑  Akurgal 2001، صفحة 5.
15. ↑  Bryce 2005، صفحة 12-13.
16. ↑  Petra Goedegebuure 2008 Central Anatolian Languages and Language Communities in the Colony Period: A Luwian-Hattian Symbiosis and the independent Hittites. OAAS volume 3 Leiden
17. ↑  C. Scott Littleton (2005). Gods, Goddesses, and Mythology. Marshall Cavendish. ص. 692–. ISBN:978-0-7614-7559-0. مؤرشف من الأصل في 2023-04-04. اطلع عليه بتاريخ 2013-03-26.
18. ↑  Burney 2004، صفحة 106.
19. ↑  Hutter، Manfred (1997). "Religion in Hittite Anatolia. Some Comments on "Volkert Haas: Geschichte der hethitischen Religion"". Numen. ج. 44 ع. 1: 74–90. DOI:10.1163/1568527972629911. JSTOR:3270383.
20. ↑  Green، Alberto. R.W. (2003). The Storm-God in the Ancient Near East. Wioana Lake: Eisenbrauns. ص. 89–103. ISBN:978-1-57506-069-9.
21. ↑  Akurgal 2001.